# マディソン郡 (ルイジアナ州)
マディソン郡（マディソンぐん、英: Madison Parish）は、アメリカ合衆国ルイジアナ州の北部に位置する郡である。2010年国勢調査での人口は12,093人であり、2000年の13,728人から11.9％減少した。郡庁所在地はタルラ市（人口7,335人）であり、同郡で人口最大の町でもある。

## 歴史

### 前史時代
マディソン郡となった地域にはヨーロッパ人の開拓が始まる数千年前から、様々なインディアン部族が住んでいた。マークスビル文化、トロイビル文化、コールズクリーク文化およびプラークミン文化の人々が、地域全体に集落やマウンドを築いた。著名な例としては、フィッツヒュー・マウンズやラフマン遺跡がある。

### 郡の成立以降

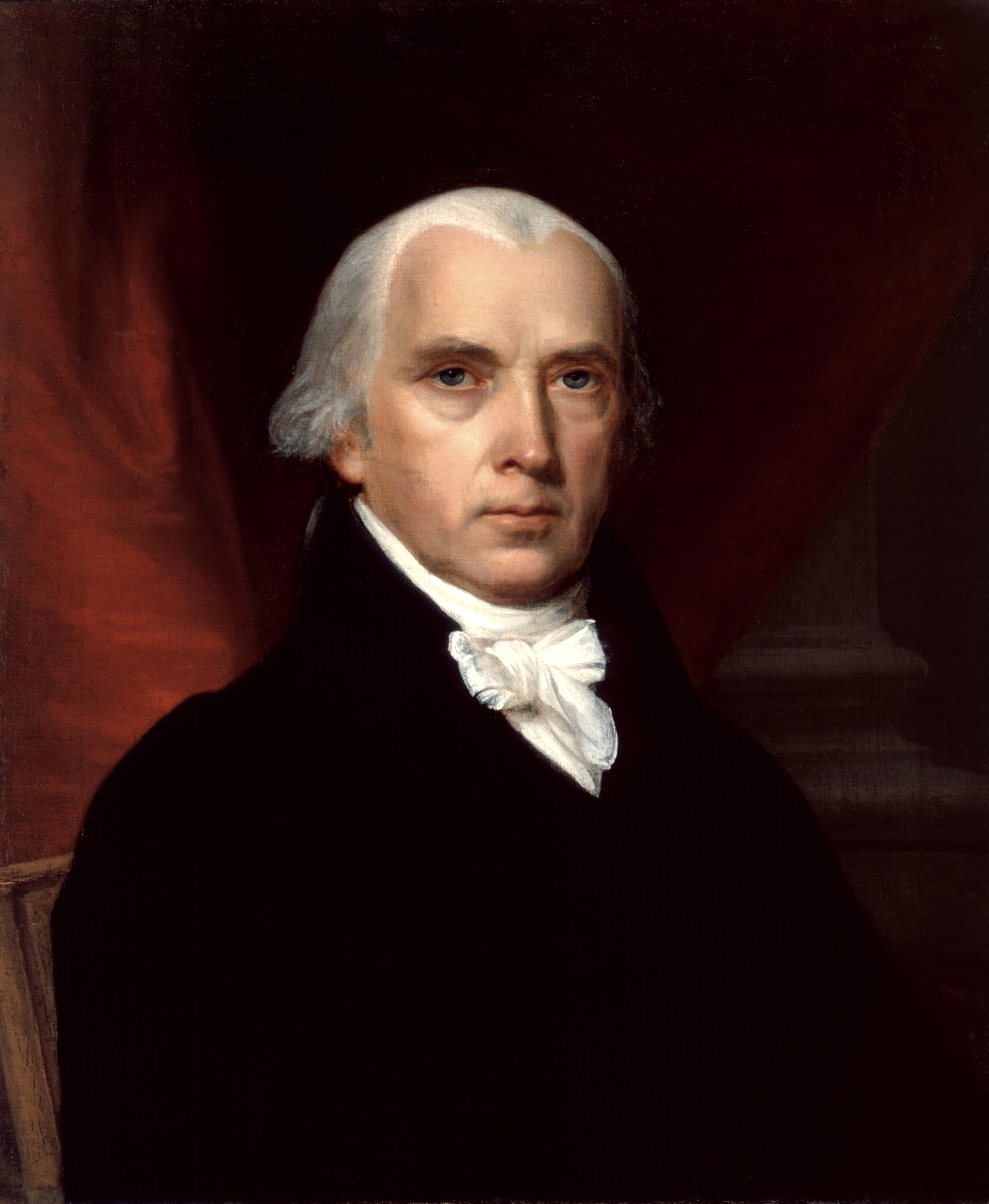
ジェームズ・マディソン、マディソン郡の名前のもと

マディソン郡はアメリカ合衆国大統領ジェームズ・マディソンに因んで郡名が付けられた。郡庁舎はマディソンに敬意を表してコロニアル・バージニア様式で建てられたが、州内の多くの町と同様、中心街の中央に建てられた。東に向いている。近くに市役所があり、こちらは南を向いている。

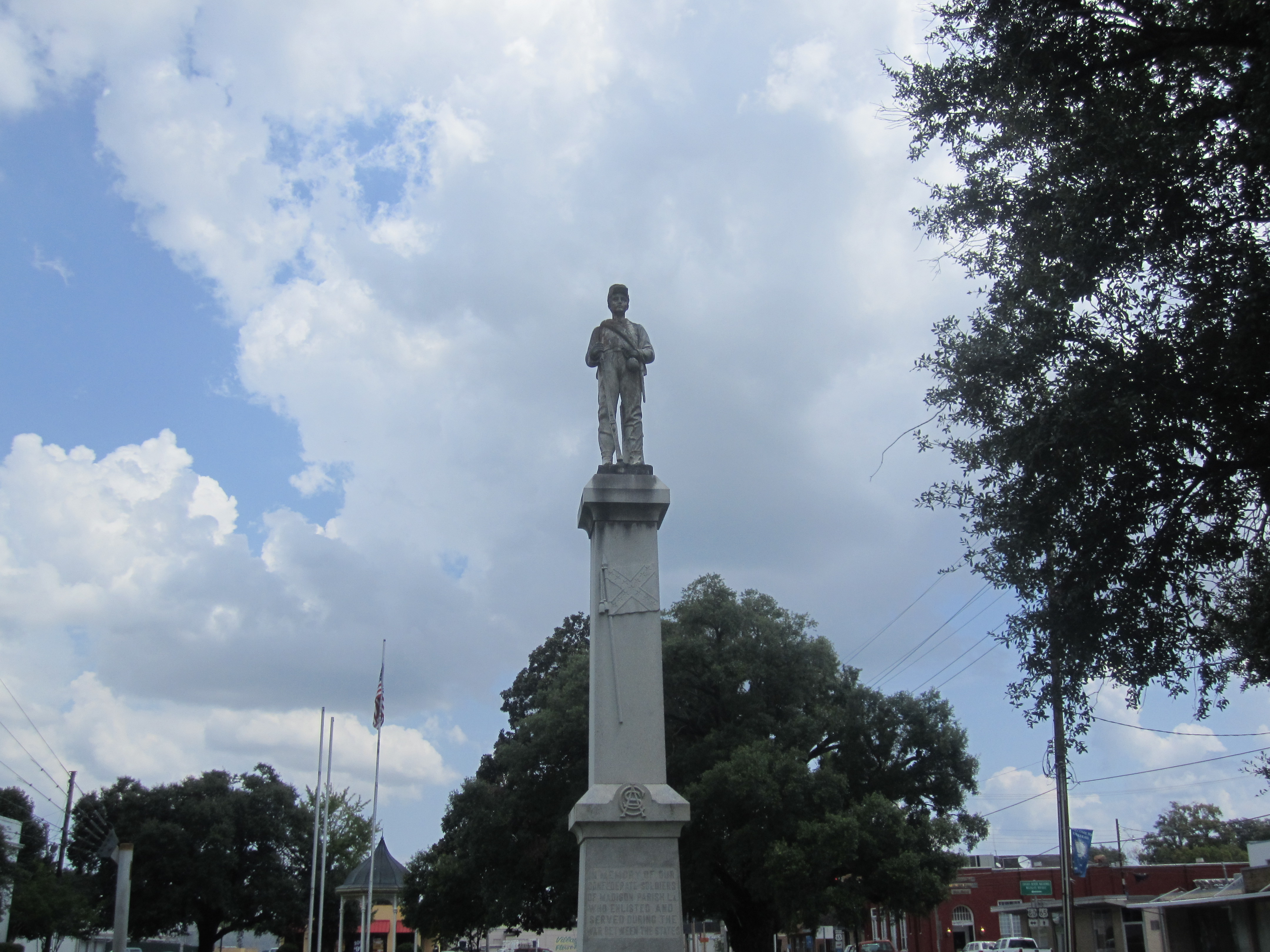
マディソン郡庁舎前芝生にある南軍兵士像

南北戦争のとき、マディソン郡は裕福な綿花栽培地域であり、戦争初期に多くの男を戦場に送った。1862年、南軍の中隊に加わる者には誰でも80ドルを支払った。州知事のトマス・オバートン・ムーアは、ニューオーリンズ陥落に対応して、北軍に接収されないように地域の綿花全ての焼却を命じた。農園主達が寂しく見守る前で、数十万ドルに相当する綿花が燃やされた。ムーア知事はルイジアナ州北東部で第11旅団を指揮するR・B・トッド准将に、その民兵隊と、徴兵されていなかった18歳から40歳までの全ての男性を招集するよう求めた。マディソン郡、キャロル郡およびテンサス郡のそれら男性は南軍指導部と協働して地域への北軍の攻撃を撃退するものとされた。
南北戦争が終局に向かうころ、マディソン郡は北軍に同調的なゲリラ部隊の問題に直面した。歴史家のウィンターズに拠れば、かれらは「地域の通り抜けできないようなサトウキビや糸杉の湿地に隠れた。徴兵忌避者、脱走兵、逃亡奴隷で構成されており、道を過ぎる誰でもから金品を奪い、殺しあるいは捕まえた」としている。南軍は北軍の制服を着てゲリラを騙した。ウィンターズは「無法集団の指導者は大きな黒人で、北軍の兵士と思われる者を歓迎した。突然南軍の偽装兵がギャングに襲いかかり、彼等を殺し始めた。素早い血塗られた闘争の中で南軍は集団の130人を殺した。ここから逃げ出した者は、二度と地域を荒らすために戻ってくることは無かった」と記している。
セビア家が1世紀以上もマディソン郡の政治を支配した。セビアはアメリカ独立戦争の戦士でテネシー州知事を務め、東テネシー州のセビア郡やセビアビルの名前のもとになったジョン・セビアの子孫を主張した。政治家となったセビア家の一員の中には、1932年から1962年に死亡するまでルイジアナ州上院議員を務めたアンドリュー・L・セビア、1932年から1952年までルイジアナ州下院議員を務めたヘンリー・クレイ・"ハッピー"・セビア・シニアがいた。ウィリアム・パットナム・"バック"・セビア・ジュニアは銀行家、町会議員、さらに1936年から1974年に引退するまでタルラ市長だった。アンドリュー・ジャクソン・セビア・ジュニアは1904年から1942年に死ぬまで郡保安官だった。その死後短期間はセビアの妻が保安官を継いだ。
マディソン郡はアフリカ系アメリカ人人口が多いので、民主党の強い地盤であり続けている。2008年の大統領選挙では、民主党候補、イリノイ州のバラク・オバマ上院議員が3,100票、58.5％を得てマディソン郡を制し、対する共和党候補、アリゾナ州のジョン・マケイン上院議員は2,152票、40.6％だった。

## 地理
アメリカ合衆国国勢調査局に拠れば、郡域全面積は651平方マイル (1,686 km2)であり、このうち陸地624平方マイル (1,616 km2)、水域は26平方マイル (67 km2)で水域率は4.07％である。

### 主要高規格道路
- 州間高速道路20号線
- アメリカ国道65号線
- アメリカ国道80号線

### 隣接する郡
- イーストキャロル郡 - 北
- ウォーレン郡 (ミシシッピ州) - 東
- テンサス郡 - 南
- フランクリン郡 - 南西
- リッチランド郡 - 北西

### 国立保護地域
- テンサス川国立野生生物保護区（部分）
- ビックスバーグ国立軍事公園（部分）

## 人口動態

### 2010年
以下は2010年の国勢調査による人口統計データである。
人種別人口構成
- 白人: 37.2%
- アフリカン・アメリカン: 61.0%
- ネイティブ・アメリカン: 0.2%
- アジア人: 0.2%
- 太平洋諸島系: 0.0%
- 混血: 0.9%
- ヒスパニック・ラテン系: 1.6%

### 2000年
以下は2000年の国勢調査による人口統計データである。
| 基礎データ - 人口: 13,728人 - 世帯数: 4,469 世帯 - 家族数: 3,141 家族 - 人口密度: 8人/km2（22人/mi2） - 住居数: 4,979軒 - 住居密度: 3軒/km2（8軒/mi2） 人種別人口構成 - 白人: 37.86% - アフリカン・アメリカン: 60.34% - ネイティブ・アメリカン: 0.15% - アジア人: 0.16% - 太平洋諸島系: 0.01% - その他の人種: 0.35% - 混血: 1.13% - ヒスパニック・ラテン系: 2.10% 年齢別人口構成 - 18歳未満: 32.6% - 18-24歳: 11.2% - 25-44歳: 25.5% - 45-64歳: 19.1% - 65歳以上: 11.6% - 年齢の中央値: 30歳 - 性比（女性100人あたり男性の人口） - 総人口: 103.3 - 18歳以上: 95.6 | 世帯と家族（対世帯数） - 18歳未満の子供がいる: 35.4% - 結婚・同居している夫婦: 41.2% - 未婚・離婚・死別女性が世帯主: 24.2% - 非家族世帯: 29.7% - 単身世帯: 26.6% - 65歳以上の老人1人暮らし: 11.0% - 平均構成人数 - 世帯: 2.74人 - 家族: 3.35人 収入と家計 - 収入の中央値 - 世帯: 20,5089米ドル - 家族: 23,589米ドル - 性別 - 男性: 26,394米ドル - 女性: 16,141米ドル - 人口1人あたり収入: 10,114米ドル（アメリカ合衆国の郡の中では最貧クラス） - 貧困線以下 - 対人口: 36.7% - 対家族数: 29.7% - 18歳未満: 51.6% - 65歳以上: 22.0% |

## 都市と町

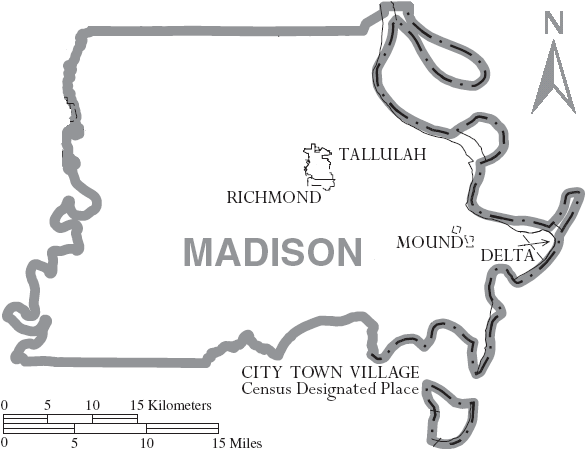
マディソン郡図

| - デルタ - マウンド | - リッチモンド - タルラ - 郡庁所在地 |

## 教育
マディソン郡教育委員会が地元の公立学校を運営している。

## 政府機関
マディソン郡保安官事務所がタルラにあるスティーブ・ホイル社会復帰施設を運営している。